# 任元灝
任元灝，贵州清鎮人，清朝政治人物、同進士出身。
雍正八年（1730年）庚戌科進士，三甲二百三十六名，官平遠縣知縣。